# Barbie (phim)
Barbie là một bộ phim điện ảnh Anh – Mỹ thuộc thể loại hài – lãng mạn – chính kịch công chiếu vào năm 2023 do Greta Gerwig làm đạo diễn kiêm viết kịch bản với Noah Baumbach. Dựa trên thương hiệu búp bê nổi tiếng Barbie của công ty Mattel, đây là tác phẩm điện ảnh đầu tiên về búp bê Barbie do người thật đóng sau hơn 40 phim hoạt hình máy tính và phim truyền hình đã được thực hiện. Phim có sự tham gia của Margot Robbie trong vai Barbie và Ryan Gosling trong vai Ken, kể về hành trình khám phá bản thân của hai nhân vật búp bê trên vùng đất Barbieland lẫn thế giới con người qua góc nhìn khủng hoảng hiện sinh. Bên cạnh đó, bộ phim còn có sự góp mặt của dàn diễn viên phụ bao gồm America Ferrera, Michael Cera, Kate McKinnon, Issa Rae, Rhea Perlman và Will Ferrell.
Dự án phim từng được hãng Universal Pictures công bố vào năm 2009 với Laurence Mark đảm nhận vai trò nhà sản xuất, nhưng tới tháng 4 năm 2014, quá trình phát triển mới thật sự bắt đầu sau khi Sony Pictures mua lại bản quyền. Sau nhiều thay đổi về biên kịch và đạo diễn cũng như việc chọn Amy Schumer và sau đó là Anne Hathaway cho vai chính, Sony mất bản quyền và phim được chuyển giao lại cho Warner Bros. Pictures vào tháng 10 năm 2018. Năm 2019, Margot Robbie tham gia dự án với tư cách diễn viên kiêm đồng sản xuất. Ryan Gosling và dàn diễn viên còn lại ra mắt vào đầu năm 2022. Việc quay phim chủ yếu diễn ra tại Warner Bros. Studios, Leavesden ở Anh từ tháng 3 đến tháng 7 năm 2022.
Phim có buổi công chiếu lần đầu tại The Shrine ở Los Angeles vào ngày 9 tháng 7 năm 2023, và được Warner Bros. Pictures phát hành tại các cụm rạp ở Mỹ và Anh vào ngày 21 tháng 7 năm 2023, trùng thời điểm ra mắt bộ phim Oppenheimer. Bộ phim đã trở thành một chủ đề gây tranh cãi dữ dội khi có một phân cảnh liên quan đến đường chín đoạn, dẫn đến việc bị cấm chiếu tại Việt Nam. Sau khi ra mắt, tác phẩm nhìn chung nhận về những lời khen ngợi từ giới chuyên môn và là một thành công lớn về mặt doanh thu khi thu về 1,446 tỷ USD từ kinh phí sản xuất 128 – 145 triệu USD, trở thành tác phẩm đạt doanh thu hơn 1 tỷ trên toàn cầu nhanh nhất, tác phẩm có doanh thu cao nhất vào năm 2023 khi vượt qua kỷ lục của Phim anh em Super Mario, và đồng thời còn trở thành tác phẩm có doanh thu cao nhất của hãng Warner Bros., phim hài có doanh thu cao nhất mọi thời đại và tác phẩm có doanh thu cao thứ 14 mọi thời đại. Tác phẩm được Viện phim Mỹ và Ủy ban Quốc gia về Phê bình Điện ảnh bầu chọn là một trong mười bộ phim xuất sắc nhất năm 2023, đồng thời còn giành giải Oscar cho ca khúc trong phim hay nhất với bài hát "What Was I Made For?", cũng như hai giải Quả cầu vàng.

## Nội dung
Barbie Khuôn mẫu (gọi ngắn gọn là Barbie, do Margot Robbie thủ vai) và cùng những người bạn búp bê khác sống ở vùng đất Barbieland, một xã hội mẫu hệ với các phiên bản khác nhau của các Barbie và các Ken. Ngoài ra còn có những mẫu búp bê đã ngừng sản xuất, mà trong thế giới con người những phiên bản này bị ruồng bỏ do những đặc điểm khác thường của chúng. Trong khi những Ken dành cả ngày để chơi đùa trên bãi biển và coi đó là nghề nghiệp của mình thì những Barbie lại nắm giữ những công việc danh giá trong các lĩnh vực khoa học, chính trị, truyền thông, và hơn thế nữa. Ken Bãi biển (gọi ngắn gọn là Ken, do Ryan Gosling thủ vai) chỉ cảm thấy hạnh phúc khi ở bên Barbie và mong muốn một mối quan hệ thân thiết hơn, nhưng cô từ chối anh vì cô có những cuộc vui khác và ưu ái tình bạn nữ hơn.
Một buổi tối tại bữa tiệc khiêu vũ, Barbie đột nhiên có ý thức về cái chết. Sáng hôm sau thức dậy, Barbie thấy hôi miệng, da sần vỏ cam và bàn chân bẹt, những thứ này làm gián đoạn thói quen thường ngày của cô. Cô tìm đến Barbie Kỳ quặc, một búp bê bị biến dạng. Barbie Kỳ quặc nói với Barbie rằng cô phải tìm đứa trẻ đang chơi với cô ở thế giới con người để chữa trị những phiền não của cô. Ken lẻn vào chiếc xe mui trần để tham gia hành trình cùng Barbie và cô đành miễn cưỡng đồng ý.
Khi đến bãi biển Venice, Barbie đấm một người đàn ông vì đã sờ soạng cô, dẫn đến việc cô và Ken bị bắt giữ trong thời gian ngắn. Cảnh giác trước sự hiện diện của họ, CEO của Mattel ra lệnh bắt họ lại. Barbie đi theo dõi một cô gái tuổi teen tên Sasha, người mà Barbie cho là đang sở hữu mình, và sau đó cô bé đã chỉ trích cô vì búp bê Barbie cổ xuý những tiêu chuẩn sắc đẹp phi thực tế. Trong cơn quẫn trí, Barbie tìm thấy Gloria, một nhân viên tại Mattel và là mẹ của Sasha, đã vô tình gây ra cuộc khủng hoảng hiện sinh của cô sau khi Gloria bắt đầu chơi với những món đồ chơi Barbie cũ của Sasha trong tình trạng tương tự. Công ty Mattel dụ dỗ Barbie vào một hộp đồ chơi để tái sản xuất, nhưng cô ấy trốn thoát với sự giúp đỡ của Gloria và Sasha, sau đó cả ba đi đến Barbieland cùng với các giám đốc điều hành của Mattel đang đuổi theo.
Trong khi đó, Ken đang có nhận thức về chế độ phụ hệ và lần đầu tiên cảm thấy được tôn trọng. Quay trở lại Barbieland trước Barbie, anh thuyết phục các Ken khác giành quyền kiểm soát vùng đất, và các Barbie thì bị nhồi nhét hệ tư tưởng phục tùng, như làm bạn gái dễ chiều, nội trợ và người giúp việc. Barbie về đến và không thể thuyết phục được mọi người quay trở lại như cũ. Cô trở nên trầm cảm, nhưng Gloria đã phát biểu về những kỳ vọng đầy mâu thuẫn của xã hội đối với phụ nữ, khôi phục lại sự tự tin cho Barbie.
Với sự hỗ trợ của Sasha, Barbie Kỳ quặc, Allan và những mẫu búp bê đã ngừng sản xuất, bài phát biểu của Gloria đã cứu những Barbie khác khỏi sự đầu độc ý thức hệ. Sau đó, họ thao túng những Ken để tự gây hấn lẫn nhau, đánh lạc hướng họ khỏi việc thần thánh hóa chủ nghĩa nam giới thượng đẳng xuất hiện trong hiến pháp của Barbieland, và các Barbie giành lại quyền lực. Giờ đây, bản thân đã trải qua sự áp bức có hệ thống, những Barbie quyết tâm khắc phục những lỗi lầm của xã hội trước đây, nhấn mạnh việc đối xử tốt hơn với các Ken và tất cả những mẫu búp bê từng bị ruồng bỏ.
Barbie và Ken xin lỗi nhau, thừa nhận lỗi lầm của mình. Ken than thở rằng anh không có mục đích khi không có Barbie, vì vậy cô khuyến khích anh tìm kiếm một căn tính tự chủ. Barbie, vẫn còn lưỡng lự về căn tính của chính bản thân, đã gặp được linh hồn của Ruth Handler, người đồng sáng lập Mattel và là người tạo ra búp bê Barbie, bà đã giải thích rằng câu chuyện của Barbie vốn không có hồi kết cố định và lịch sử không ngừng phát triển của cô đã vượt qua những xuất phát điểm của chính cô.
Barbie quyết định trở thành con người và sẽ quay trở lại thế giới thực, cô được các Barbie, các Ken và những giám đốc điều hành của Mattel chào tạm biệt. Một thời gian sau, Gloria, chồng cô và Sasha đưa Barbie, lúc này có tên là "Barbara Handler", đi gặp bác sĩ phụ khoa đầu tiên của mình.

## Diễn viên
- Margot Robbie trong vai Barbie, hay còn gọi là Barbie Khuôn mẫu[7]
- Các biến thể của Barbie gồm có:
  - Kate McKinnon trong vai Barbie Kỳ quặc[8]
  - Issa Rae trong vai Barbie Tổng thống[8]
  - Hari Nef trong vai Bác sĩ Barbie[8]
  - Alexandra Shipp trong vai Barbie Nhà văn [8]
  - Emma Mackey trong vai Barbie Nhà vật lý[8]
  - Sharon Rooney trong vai Barbie Luật sư[9]
  - Dua Lipa trong vai Barbie Tiên cá[8]
  - Nicola Coughlan trong vai Barbie Ngoại giao[8]
  - Ana Cruz Kayne trang vai Barbie Thẩm phán[8]
  - Ritu Arya trong vai Barbie Nhà báo[8]
- Ryan Gosling trong vai Ken, hay còn gọi là Ken Bãi biển[10]. Trong phim có một đoạn thoại của nhân vật này: "My job is just beach!?" cho thấy căn tính của Ken không đặc sắc như Barbie đến mức công việc của nhân vật này không có nghĩa.
- Các biến thể của Ken gồm có:
  - Simu Liu trong vai Ken Đối thủ/Ken hướng dẫn viên du lịch [8]
  - Kingsley Ben-Adir trong vai Ken Bóng rổ[9]
  - Scott Evans trong vai Ken Khuôn mẫu[9]
  - Ncuti Gatwa trong vai Ken Nghệ sĩ[9][11]
  - John Cena trong vai Ken Tiên cá[12][13]
- America Ferrera trong vai Gloria, một nhân viên Mattel giúp Barbie trong thế giới loài người[14]
- Ariana Greenblatt trong vai Sasha, con gái của Gloria[15][16]
- Rhea Perlman trong vai Ruth Handler, người tạo ra búp bê Barbie[17]
- Will Ferrell trong vai CEO của Mattel[18]
- Helen Mirren trong vai người dẫn chuyện[8]
- Emerald Fennell trong vai Midge[9], một mẫu búp bê được thiết kế có hình dáng một thai phụ
- Michael Cera trong vai Allan[8], một mẫu búp bê được mô tả là có thể mặc được quần áo của Ken
- Erica Ford trong vai Skipper[19], mẫu búp bê được quảng bá là em gái của Barbie
- Hannah Khalique-Brown trong vai "Growing Up" Skipper[20], một mẫu búp bê có thể thay đổi kích thước ngực để có thể biến hóa giữa hình ảnh vị thành niên và người lớn
- Mette Narrative as Barbie Video Girl, một mẫu búp bê có tích hợp máy quay phim và màn hình
- Connor Swindells trong vai Aaron Dinkins, thực tập sinh ở Mattel
- Ann Roth trong vai một bà già mà Barbie gặp khi đến thế giới loài người[21]; một nhân vật mà Greta cho là quan trọng vì đây là lần đầu tiên một búp bê hoàn hảo không nếp nhăn được chứng kiến sự già hóa của một con người nói chung và phụ nữ nói riêng.[22]

## Phát hành
Barbie đã có buổi ra mắt thế giới tại Shrine Auditorium ở Los Angeles vào ngày 9 tháng 7 năm 2023, tiếp theo là buổi chiếu ra mắt ở Châu Âu tại Cineworld Leicester Square ở London vào ngày 12 tháng 7 năm 2023. Phim dự kiến sẽ được công chiếu trên toàn quốc tại Hoa Kỳ, Canada và Vương quốc Anh vào ngày 21 tháng 7 năm 2023, thay thế ngày phát hành ban đầu của Coyote vs. Acme. Các lần lặp trước của dự án đã được ấn định vào ngày 2 tháng 6 năm 2017; 12 tháng 5 năm 2017; 29 tháng 6 năm 2018; 8 tháng 8 năm 2018; và 8 tháng 5 năm 2020.
Bộ phim được phát hành cùng ngày với Oppenheimer, một phim tiểu sử về J. Robert Oppenheimer được biên kịch và đạo diễn bởi Christopher Nolan dựa trên cuốn sách American Prometheus, và được phát hành bởi Universal Pictures. Do sự tương phản về tông màu và thể loại giữa hai bộ phim, nhiều người dùng phương tiện truyền thông xã hội đã thực hiện các meme và bài đăng mỉa mai về cách hai bộ phim đại diện cho những đối tượng khán giả khác nhau, và cách xem hai bộ phim như một tính năng kép. Xu hướng được mệnh danh là "Barbenheimer".  Trong một cuộc phỏng vấn với La Vanguardia, ngôi sao Oppenheimer Cillian Murphy tán thành hiện tượng này, nói rằng "Lời khuyên của tôi là mọi người nên đi xem cả hai trong cùng một ngày. Nếu chúng là những bộ phim hay thì đó là lợi ích của điện ảnh."

### Tranh cãi đường chín đoạn

Sau thông tin Việt Nam cấm chiếu phim, một số phương tiện truyền thông chỉ ra một cảnh trong trailer phim có hình vẽ bản đồ thế giới với một đường gạch ngang cong bên cạnh "Châu Á"; Warner Bros. tuyên bố rằng họ "không có ý định đưa ra bất kỳ loại tuyên bố nào."

Tranh cãi về sự xuất hiện bị cáo buộc của đường chín đoạn (đường biên giới trên biển chạy qua Biển Đông do Chính phủ Cộng hòa Nhân dân Trung Hoa đặt ra và tuyên bố chủ quyền) trong phim bắt đầu khi cơ quan kiểm duyệt phim của Việt Nam cấm chiếu phim vì bị cáo buộc có những dòng như vậy. Ngược lại, đối tác Philippines thay vào đó yêu cầu làm mờ các dòng được đề cập. Cả hai quốc gia đã cấm các bộ phim Abominable (2019) và Uncharted (2022) để làm nổi bật đường chín đoạn thực tế. Đường chín đoạn gây tranh cãi do tranh chấp biên giới trên biển giữa Trung Quốc, Việt Nam, Đài Loan, Malaysia, Brunei và Philippines.

#### Việt Nam
Ngày 3 tháng 7 năm 2023, báo Việt Nam Tuổi Trẻ trích dẫn lời ông Vi Kiến Thành, người đứng đầu Cục Điện ảnh, khi tuyên bố cấm Barbie tại Việt Nam vì chứa "hình ảnh vi phạm đường chín đoạn." Báo Tiền Phong báo cáo rằng đường chín đoạn "xuất hiện nhiều lần trong phim". Phát biểu với Đài tiếng nói Hoa Kỳ, Trịnh Hữu Long (người sáng lập nhóm nghiên cứu Sáng kiến pháp lý cho Việt Nam) cho biết "Những người kiểm duyệt thậm chí sẽ được khen ngợi vì đã phản ứng thái quá với bản đồ không rõ ràng, bởi cả cấp trên và công chúng, vì chống Tâm lý Trung Quốc ăn sâu vào văn hóa chính trị của đất nước," và nói rằng "Chính phủ chắc chắn đang sử dụng lý luận dân tộc chủ nghĩa hợp pháp để củng cố toàn bộ hệ thống kiểm duyệt của mình," trong khi Michael Caster tại nhóm tự do ngôn luận Article 19 nói "Bản đồ mang tính chính trị, và biên giới thường mang vết thương lịch sử, nhưng thay vì đảm bảo thảo luận tự do và cởi mở, phản ứng giật đầu gối đối với kiểm duyệt hiếm khi ủng hộ công lý lịch sử hoặc chuyển tiếp". Phát biểu với Vox, giáo sư Peter Zinoman của UC Berkeley cho biết trong khi đường chín đoạn đối với Trung Quốc biểu thị yêu sách hợp pháp của họ đối với Biển Đông, đối với người Việt Nam, nó "tượng trưng cho một hành động bắt nạt trắng trợn của chủ nghĩa đế quốc nhằm nâng cao lợi ích quốc gia của Trung Quốc lên trên một tập hợp lợi ích chung lâu đời hơn của tình anh em xã hội chủ nghĩa," trong khi giáo sư Hue-Tam Ho Tai của Harvard cho biết vì các nhà sản xuất của bộ phim nhắm đến thị trường Trung Quốc với hy vọng rằng nó sẽ là một bộ phim bom tấn, "họ sẵn sàng chấp nhận quan điểm của Trung Quốc về địa lý. Thông tin sai lệch hoạt động bằng cách lặp đi lặp lại." Giáo sư Kevin Li của NYU cho biết, "Theo quan điểm của tôi, việc cấm [Barbie] là điều hiển nhiên." Ban đầu phim dự kiến ra mắt tại Việt Nam vào ngày 21 tháng 7.

#### Philippines
Khi tin tức về lệnh cấm của Việt Nam đến Philippines, Thượng nghị sĩ Francis Tolentino, phó chủ tịch của Ủy ban Đối ngoại Thượng viện Philippines, nói với CNN Philippines rằng Barbie cũng có thể bị cấm ở trong nước vì "bôi nhọ" chủ quyền của Philippines. Thượng nghị sĩ Jinggoy Estrada yêu cầu bộ phim bị cấm vì bị cáo buộc đưa vào đường chín đoạn; thượng nghị sĩ phe đối lập Risa Hontiveros đã châm biếm "bộ phim là hư cấu, và đường chín đoạn cũng vậy", và đề nghị thêm tuyên bố từ chối trách nhiệm cho bộ phim thay vì cấm phát hành. Thượng nghị sĩ Robin Padilla, chủ tịch Ủy ban truyền thông đại chúng Thượng viện, đề nghị các nhà sản xuất phim phải chỉnh sửa các tham chiếu đến đường chín đoạn nếu không bộ phim sẽ có nguy cơ bị cấm. Vào ngày 11 tháng 7, Ủy ban đánh giá và phân loại phim và truyền hình (MTRCB) của Philippines đã xếp hạng PG cho bộ phim, cho phép bộ phim được chiếu ở nước này, nhưng yêu cầu Warner Bros. "làm mờ các dòng gây tranh cãi để tránh hiểu sai thêm". Hội đồng cũng phát hiện ra rằng dòng kẻ trong phim "không phải hình chữ U" và có "tám dấu chấm hoặc dấu gạch ngang" thay vì chín. Thượng nghị sĩ Tolentino nói rằng ông tôn trọng quyết định của MTRCB, nhưng bày tỏ sự thất vọng khi nó xuất hiện một ngày trước lễ kỷ niệm 7 năm phán quyết vô hiệu hóa đường chín đoạn vào ngày 12 tháng 7 năm 2016. Phim ra mắt tại Philippines vào ngày 19 tháng 7 năm 2023.

#### Bức vẽ bản đồ thế giới và tuyên bố của Warner Bros.
Với những lo ngại ngày càng tăng về sự xuất hiện được cho là của đường chín đoạn, một số phương tiện truyền thông đã chỉ ra một bản vẽ bản đồ thế giới xuất hiện trong đoạn giới thiệu của bộ phim. Los Angeles Times đã mô tả hình ảnh cụ thể là "bản đồ của 'thế giới thực' [mà] trông như thể nó được vẽ bằng bút màu bởi một đứa trẻ" với một đường gạch ngang "dọc theo bờ biển của Trung Quốc." Vào ngày 6 tháng 7 năm 2023, Warner Bros. đã đưa ra một tuyên bố giải thích rằng bản đồ trong hình ảnh liên quan là "bản vẽ bằng bút chì màu giống như trẻ con", với các đường đứt nét mô tả hành trình của Barbie từ Barbie Land đến thế giới thực và "không có ý định đưa ra bất kỳ tuyên bố nào". Tuyên bố này đã vấp phải sự chỉ trích trong một bài báo từ Viện Lowy, trong đó nói rằng các bản đồ có ý nghĩa và "việc Hollywood đưa ra một số tin cậy mang tính chất biếm họa đối với đường chín đoạn sẽ xác nhận cho Đảng Cộng sản Trung Quốc sự thành công trong việc họ không ngừng theo đuổi tính hợp pháp của nó."